# Half-Life: Alyx
Half-Life: Alyx je prvoosebna strelska igra, v njej je igralec postavljen v vlogo Alyx Vance, ki poskuša z očetom premagati Combine, čas dogajanja je pred dogodki Half-Life 2. Na voljo je samo na sistemih za navidezno resničnost ki podpirajo platformo za digitalno distribucijo iger Steam.
Igra je bila predstavljena novembra 2019 in izdana marca 2020.

## Odzivi
Igra je bila zelo dobro sprejeta, na Metacriticu je z 32 ocenami kritik v povprečju bila ocenjena z 92/100. Mnogi ji tudi pravijo "killer app" za tehnologijo, kar je tudi očitno, saj so se prodaje slušalk za navidezno resničnost zelo povečale za vse glavne proizvajalce (HTC, Meta, Valve). Valvove slušalke za navidezno resničnost so po predstavitvi Half-Life: Alyx podvojile njihovo prodajo.